# Catena dell'Aiguille Verte
La Catena dell'Aiguille Verte (detta anche Catena Verte-Triolet) è un gruppo montuoso del massiccio del Monte Bianco. Si diparte dallo spartiacque principale italo-francese dall'Aiguille de Triolet e si sviluppa soprattutto in territorio francese in direzione nord-ovest.

## Delimitazioni

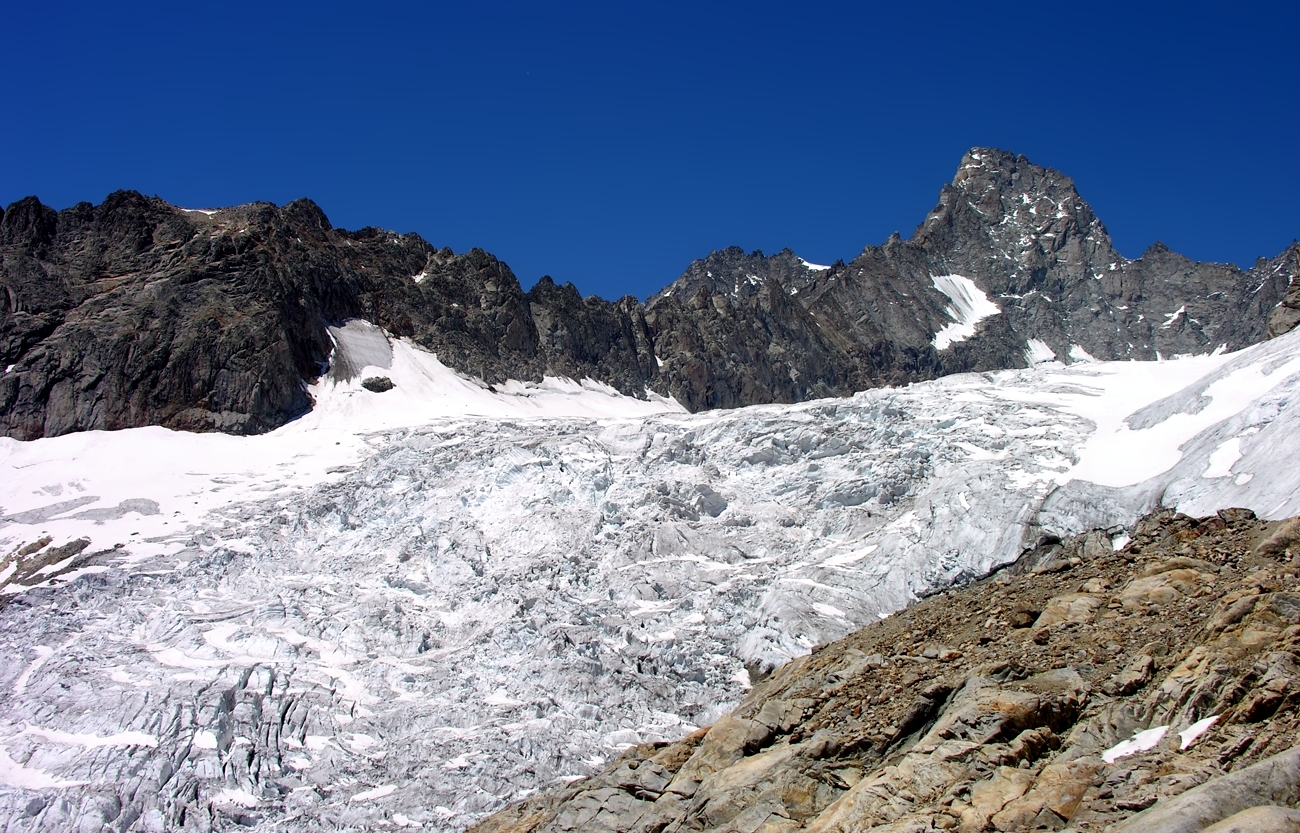

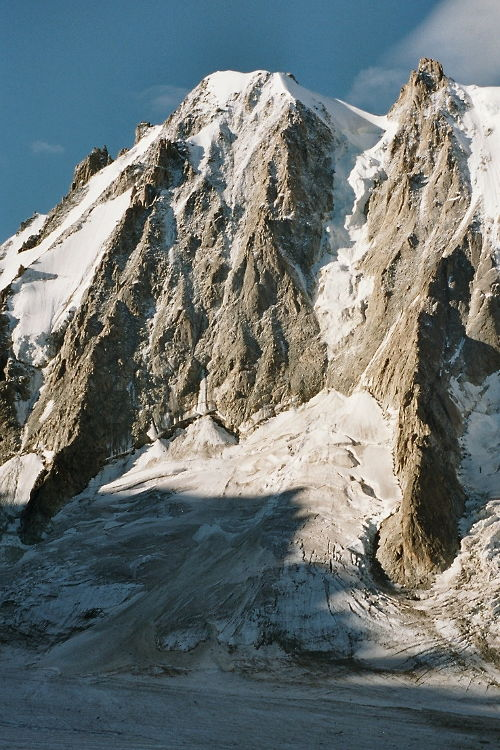

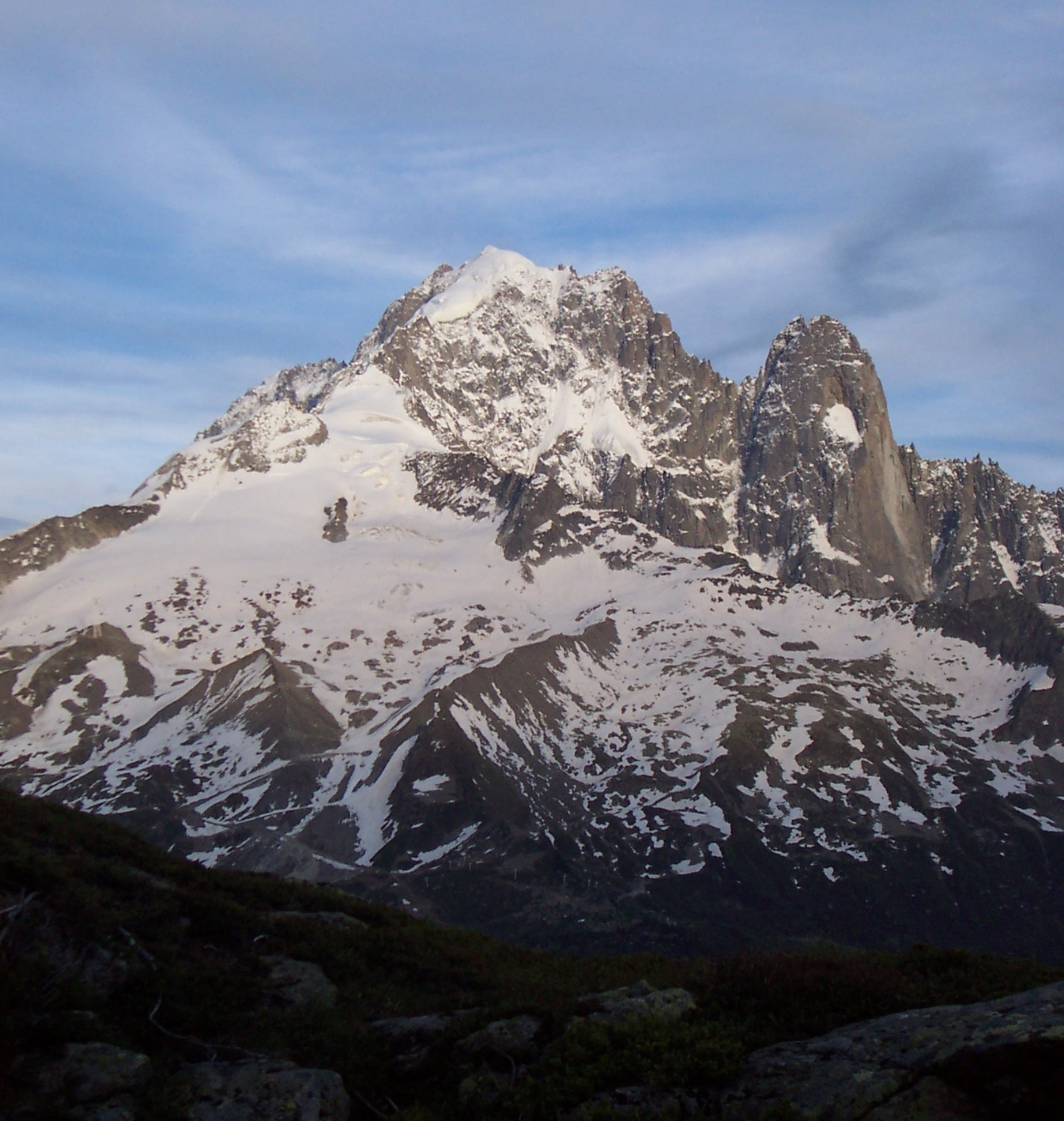

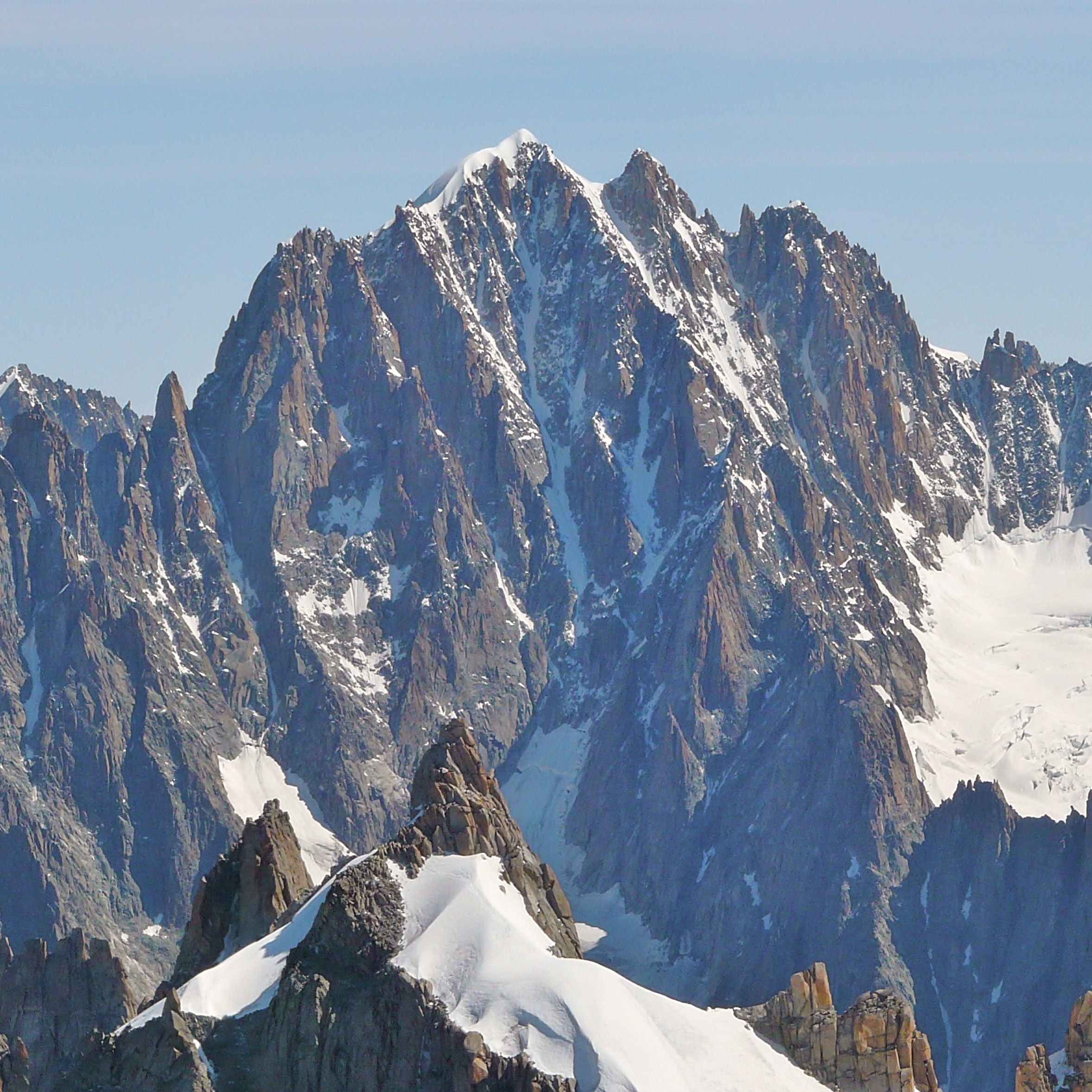

A sud il Colle di Talèfre la separa dal Gruppo di Leschaux mentre a nord il Col du Dolent la separa dal Massiccio Dolent-Argentière-Trient.
Ruotando in senso orario, i limiti geografici sono: Colle di Talèfre, Ghiacciaio di Triolet, Val Ferret, Ghiacciaio di Pré de Bar, Col du Dolent, Ghiacciaio d'Argentiere, torrente Arve, Mer de Glace, Ghiacciaio di Talèfre, Colle di Talèfre.

## Classificazione
Secondo la SOIUSA la Catena dell'Aiguille Verte è vista come un gruppo alpino ed ha la seguente classificazione:
- Grande parte = Alpi Occidentali
- Grande settore = Alpi Nord-occidentali
- Sezione = Alpi Graie
- Sottosezione = Alpi del Monte Bianco
- Supergruppo = Massiccio del Monte Bianco
- Gruppo = Catena dell'Aiguille Verte
- Codice = I/B-7.V-B.5

## Suddivisione
La suddivisione secondo la SOIUSA è in quattro sottogruppi:
- Gruppo di Triolet (a)
- Catena Droites-Courtes (b)
- Gruppo Aiguille Verte-Aiguilles du Dru (c)
  - Cresta Aiguille Verte-Drus (c/a)
  - Cresta Ségogne-Grands Montets  (c/b)
- Costiera del Moine (d)

## Vette principali
Iniziando dall'Aiguille de Triolet una prima cresta degna di nota si dirige verso sud est ed è composta dai Monts Rouges de Triolet (3.435 m);
Sempre partendo dall'Aiguille de Triolet la cresta principale si dirige verso Ovest-Nord-Ovest, incontrando una prima serie di pinnacoli rocciosi:
- l'Aiguille Mummery - 3.700 m,
- l'Aiguille Ravanel - 3.696 m,
- l'Aiguille qui-Remue - 3.724 m.
- l'Aiguille Croulante - 3.765 m.

Continuando, ancora tre fantastiche cime: 
- les Courtes - 3.856 m;
- les Droites - 4.000 m;
- l'Aiguille Verte  -  4.121 m.

Tra le ultime due cime, si trova l'Aiguille du Jardin, non considerata come una cima a parte.
Dall'Aiguille Verte, si diramano tre creste;  nella cresta a Nord, in sequenza, si trovano:
- l'Aiguille Carree - 3.716 m;
- la Petite Aiguille Verte - 3.508 m;
- l'Aiguille des Grands Montets - 3.295 m.

La cresta Ovest è considerata la più importante dagli scalatori e la sua parte terminale è costituita dall'Aiguilles du Dru 3.754 m. 
La cresta sud è composta da diversi pinnacoli, da Nord verso Sud: 
- Le Cardinal - 3.638 m,
- L'Eveque - 3.469 m,
- La Nonne - 3.341 m,
- l'Aiguille du Moine - 3.412 m.

Tra queste ultime due creste si trova il circolo glaciale del piccolo Ghiacciaio della Charpoua.

## Rifugi

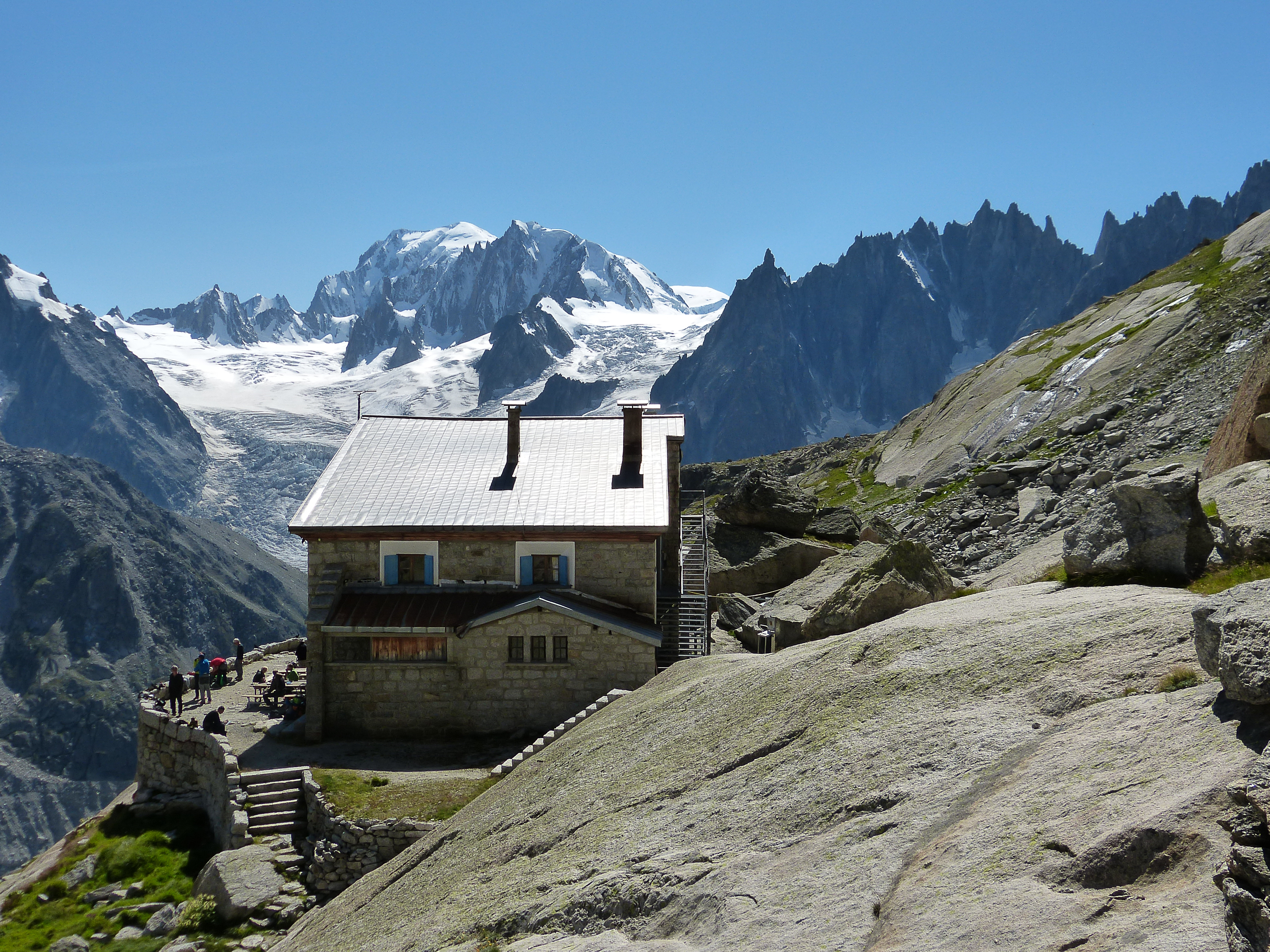
Refuge du Couvercle

I rifugi alpini che sorgono alle pendici del gruppo montuoso sono:
- Refuge du Couvercle -  2.698 m
- Rifugio Charlet -  2.841 m
- Rifugio dell'Aiguille des Grandes Montets -  3.297 m
- Rifugio d'Argentière -  2.771 m
- Cabane de Saleina -  2.693 m.